# مراد بن شعبان

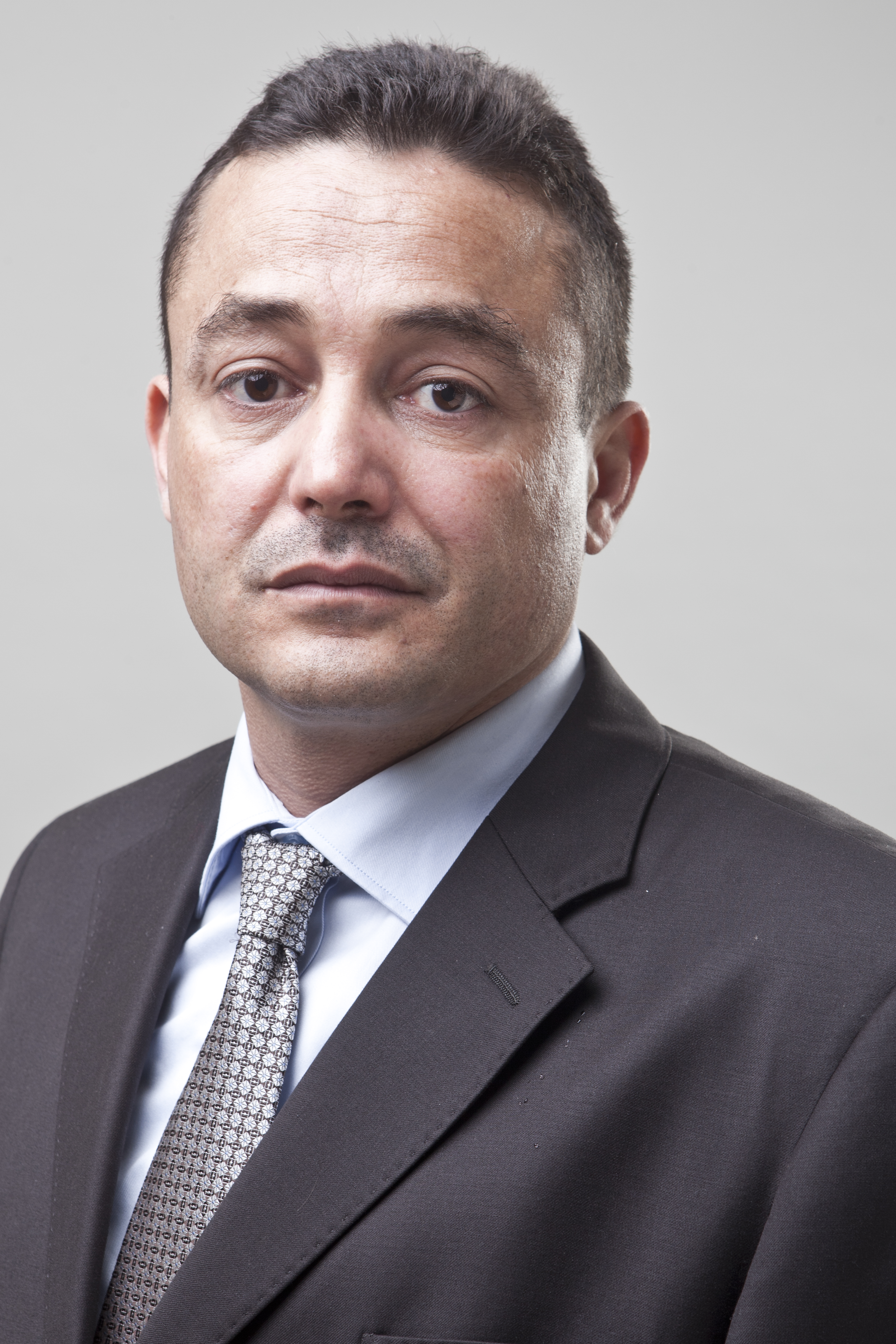
"بلدوزر المالية" مراد بن شعبان

مراد بن شعبان خريج المعهد العالي للتصرف بتونس ورئيس مجلس الإدارة البورصة التونسية.